# ساقی قهرمان
سیسمان اینک (زاده ۱۳۳۵) نویسنده، شاعر و روزنامه‌نگار اهل ایران و یکی از بنیانگذاران سازمان دگرباشان جنسی ایرانی است. او در سال ۲۰۲۱ به عنوان یکی از ۱۰۰ زن اثرگذار و الهام‌بخش بی‌بی‌سی انتخاب شد.

## زندگی
قهرمان در سال ۱۳۳۵ در مشهد به دنیا آمد. ساقی قهرمان در ایران با حزب توده و تشکیلات زنان حزب توده همکاری می‌کرد. در سال ۱۹۸۲ پس از غیرقانونی اعلام شدن فعالیت حزب توده در ایران به همراه خانواده‌اش از مرز ایران به صورت غیرقانونی به ترکیه فرار کرد. پس از پذیرفته شدن درخواست پناهندگی در سال ۱۹۸۷ به کانادا مهاجرت کرد. در سال ۱۹۸۸ او اولین مجموعه شعرش را منتشر و از ۲۰۰۱ به مدت دو سال به عنوان نویسنده در تبعید از طرف انجمن قلم کانادا شروع به فعالیت کرد. ساقی قهرمان درمورد نوشته‌هایش می‌گوید همه آنها مربوط به هویت جنسی زن و حق زن هستند، او تمام نوشته‌هایش برگرفته از تجربه خود او هستند.
در بین سال‌های ۲۰۰۶ تا ۲۰۰۸ او سردبیر نشریه چراغ بود.
در سال ۲۰۱۰ او به همراه جمعی از وبلاگ نویسان ایرانی انتشارات گیلگمیشان را برای چاپ آتار نویسندگان ال‌جی‌بی‌تی ایرانی تأسیس کرد.

## کنشگری
ساقی قهرمان از طریق سازمان دگرباشان جنسی ایرانی(IRQO) به پناهندگان ایرانی برای پناهندگی به کانادا کمک می‌کرد. او به عنوان رئیس سازمان نقش مهمی در همکاری با کمیساریای عالی سازمان ملل متحد برای پناهندگان برای تأیید مشروعیت پناهندگان داشت. در سال ۲۰۱۳ او در مصاحبه با آسوشیتد پرس کانادا را به عنوان یک مقصد محبوب برای پناهندگان ایرانی ال‌جی‌بی‌تی توصیف کرد.
او در سال ۲۰۱۷ در مصاحبه ای با گاردین درمورد شرایط ایرانیان ال‌جی‌بی‌تی در ایران مصاحبه کرد. قهرمان در مصاحبه دیگری با گاردین نسبت به شرایط سخت پناهجویان ال‌جی‌بی‌تی ایرانی و مدت انتظار طولانی آنها به دلیل جنگ هشدار داد. او در مصاحبه‌ای با آسوشتیدپرس در سال ۲۰۱۴ گفت: «هر فرد گی و لزبینی که من می‌شناسم حداقل دو بار برای خودکشی تلاش کرده‌اند.»

## مصاحبه با شرق
روزنامه شرق در ۱۵ مرداد ۱۳۸۶ بپس از مصاحبه تمام صفحه با ساقی قهرمان که تحت عنوان «زبان زنانه» منتشر شد، از سوی هیئت نظارت بر مطبوعات توقیف شد. قهرمان ذر این مصاحبه گفت که مرزهای جنسی باید انعطاف‌پذیر باشند.
این حکم پس از دو سال در اواخر شهریور ۱۳۸۸ در شعبه ۷۶ دادگاه کیفری استان تهران در دادگاهی که به ریاست قاضی مدیر خراسانی برگزار شد لغو گردید.

## آثار
- دروغ، مجموعه شعر.
- ساقی قهرمان. همین. مجموعه شعر.
- اما وقتی تنهایی، گاو بودن درد دارد. مجموعه داستان.
- ۱۹۹۹ م. (۱۳۷۷) -و جنده یعنی جان می‌بخشد به… مجموعه شعر.[۱۶][۱۷]